# Santo Stefano Roero
Santo Stefano Roero (piemontesisch San Steo Roé) ist eine Gemeinde in der italienischen Provinz Cuneo (CN), Region Piemont.

## Lage und Einwohner
Santo Stefano Roero liegt rund 70 km nordöstlich von der Provinzhauptstadt Cuneo entfernt in der Region Roero. Teile der Rebflächen sind im Wein gleichen Namens zugelassen.
Das Gemeindegebiet umfasst eine Fläche von 13,11 km² und hat 1330 Einwohner (Stand 31. Dezember 2023).
Die Nachbargemeinden sind Canale, Montà, Monteu Roero und Pralormo.

## Geschichte

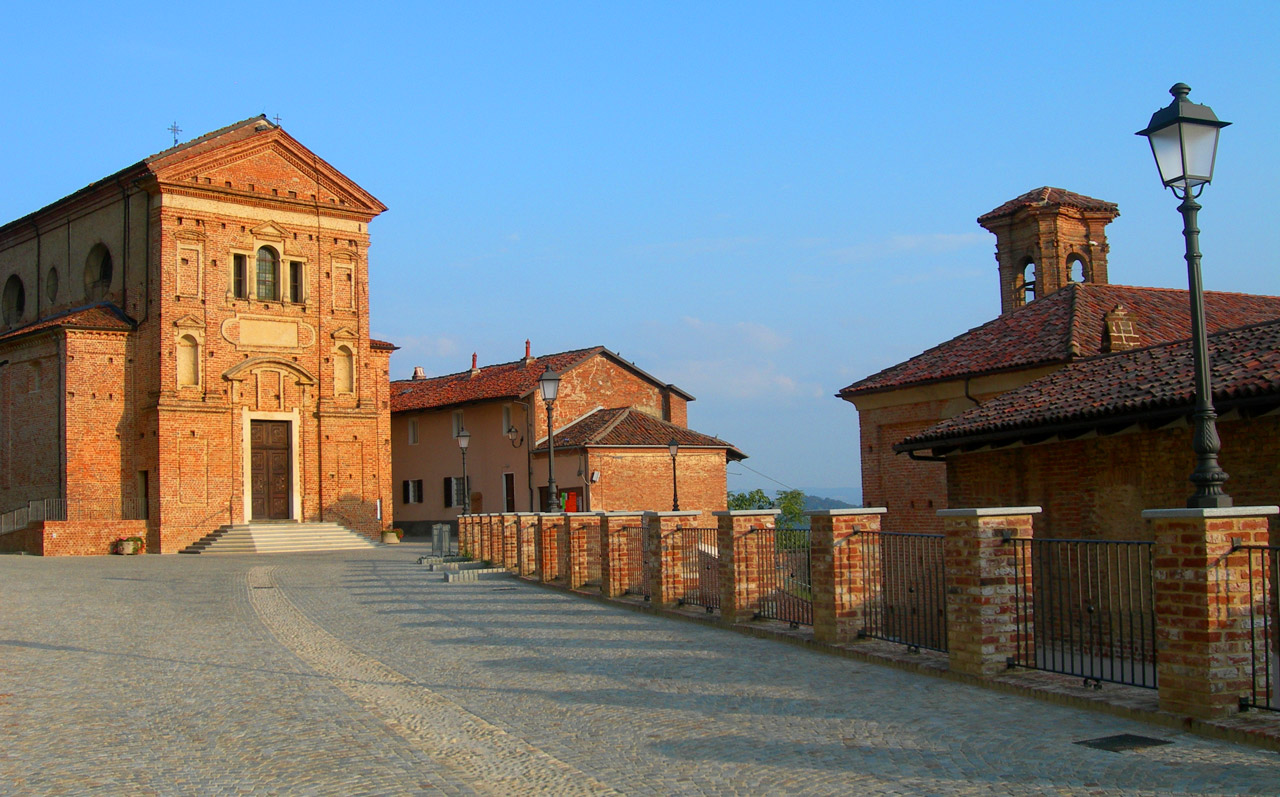
Das Zentrum von Santo Stefano Roero mit der Pfarrkirche Santa Maria del Podio

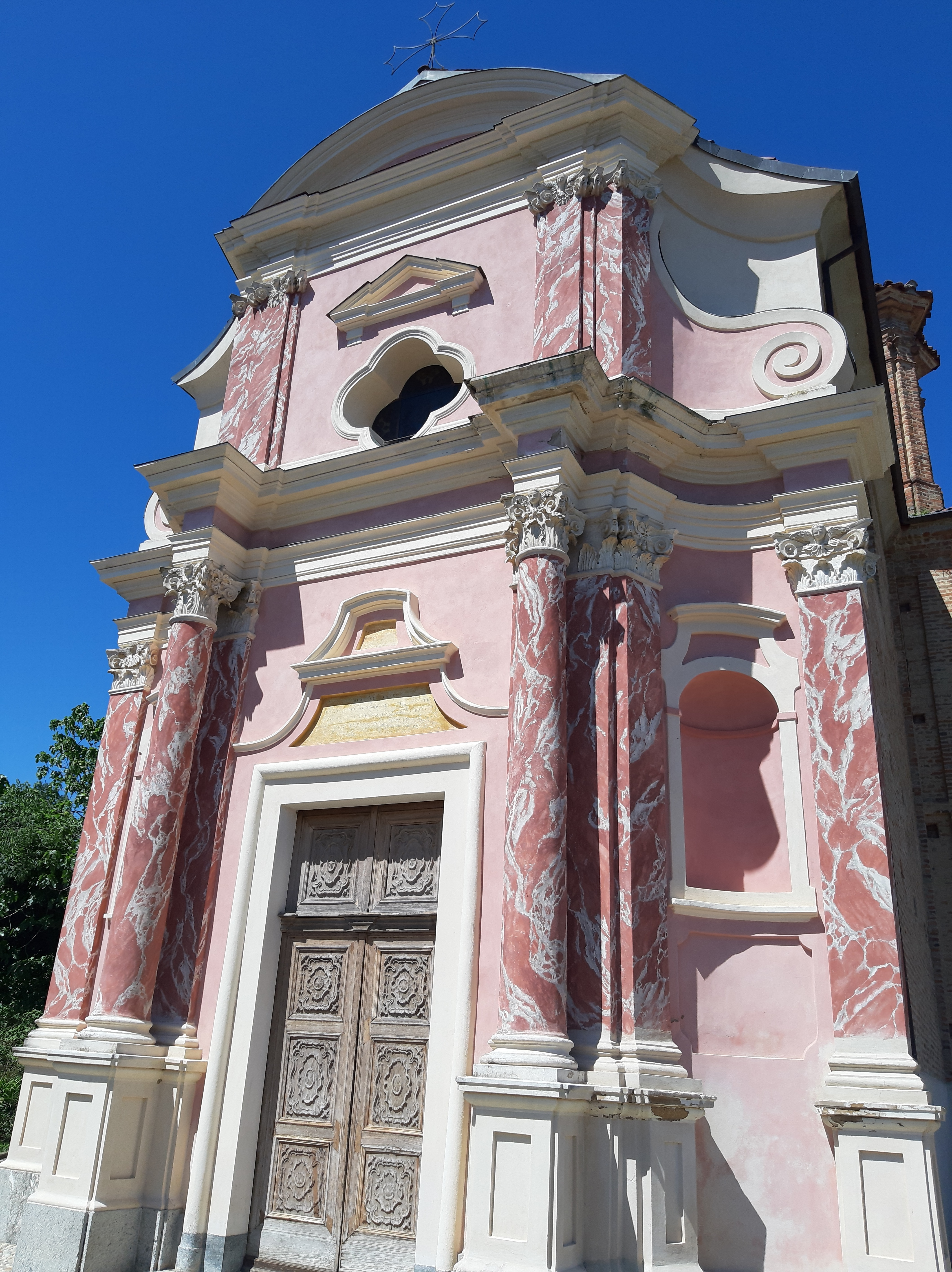
Kirche di San Bernardino

Einige archäologische Funde zeugen von ligurischen, römischen und langobardischen Siedlungen in der Gegend um Santo Stefano Roero. In einem Dokument aus dem Jahr 1065 ist von einer Schenkung einiger Besitztümer „infra castro de Sancti Stefani“ durch Adelheid von Susa an die Kirche von Asti die Rede. Dieses Dokument ist wichtig, weil es uns zeigt, dass es damals bereits eine Burg mit angeschlossener Kirche gab, von der die Stadt den Namen Santo Stefano erhielt.
Im Jahr 1153 überließ der Bischof von Asti das Gebiet seinen Gläubigen, den Grafen von Biandrate, die auch Monteu erhielten. Die Biandraten stellten sich auf die Seite von Astisio und Alba und ließen 1217 auf der Spitze der Gipfelfestung den quadratischen Turm errichten, 1887 stürzte ein beträchtlicher Teil der Nordostecke durch ein Erdbeben ein. Um der Einsturzgefahr vorzubeugen, wurde der Turm 1988 aufgrund der Witterungseinflüsse und der extremen Brüchigkeit der Festung drastisch auf wenige Meter Höhe reduziert, bevor in der Nacht zum 28. Dezember 2002 durch einen Erdrutsch weitere Teile in den Abgrund verschwanden. Die Biandraten schlossen sich den Anjou an, wurden aber 1290 endgültig von Asti besiegt. Im Jahr 1299 geriet das Gebiet unter die Kontrolle der Familie Roero, die es fast ununterbrochen bis 1747 besaß, dem Jahr, in dem Baldassarre Michele Roero, der letzte Nachkomme, starb und alles an die Gromis von Trana verkaufte.